# Olle Kärner
Olle Kärner, född den 24 november 1977, är en estländsk orienterare som tog NM-silver på långdistans 2005 och EM-brons på långdistans 2006.